# FC Maktaaral
El FC Maktaaral (en kazajo: Мақтаарал футбол клубы, Maqtaaral fýtbol klýby) es un equipo de fútbol de Kazajistán que jugaba en la Liga Premier de Kazajistán, la primera categoría del país.

## Historia
Fue fundado en el año 2012 en la ciudad de Makhtaaral como equipo de la Segunda División de Kazajistán, de la cual salió campeón y logra el ascenso a la Primera División de Kazajistán.
Luego de varios años en la segunda división donde alcanzó los cuartos de final de la Copa de Kazajistán en 2018, el club termina en segundo lugar en la temporada 2021, logrando por primera vez el ascenso a la Liga Premier de Kazajistán. Antes de iniciar la temporada 2024 al club le fue negada la licencia de competición.

## Palmarés
- Segunda División de Kazajistán: 1

2012